# Aaron Beeney
Aaron Beeney (Sittingbourne, 1 januari 1984) is een Engelse dartsspeler die momenteel uitkomt voor de PDC. Hij haalde zijn tourkaart voor 2020/2021 door op de UK Q-School 2020 een finale te halen.